# Fernando Broncano
Fernando Broncano Rodríguez (Linares de Riofrío, Salamanca, 1954) es un filósofo español. Fue profesor titular del departamento de Filosofía de la Universidad de Salamanca (1977-2000) y actualmente es  catedrático de Lógica y Filosofía de la Ciencia en la Universidad Carlos III de Madrid. Sus áreas principales de investigación son la epistemología, la teoría de la racionalidad y de la acción, y la filosofía de la tecnología.

## Biografía
Se doctoró en Filosofía por la Universidad de Salamanca, en 1981, bajo la dirección de Miguel Ángel Quintanilla Fisac. Posteriormente, ha ampliado estudios en la Brown University bajo la dirección de Ernest Sosa. Trabajó como profesor titular en el departamento de Filosofía de la Universidad de Salamanca. Desde 2002, es catedrático de Lógica y Filosofía de la Ciencia de la Universidad Carlos III de Madrid. Ha formado parte de los programas de doctorado de Humanidades de la misma Universidad, de la Cátedra Miguel Sánchez-Mazas de la Universidad del País Vasco y del programa Ciencia y Cultura de la Universidad Autónoma de Madrid.

## Obra
Los temas de los que se ocupan sus obras se mueven alrededor de los espacios públicos del conocimiento; de la racionalidad en el terreno personal y en lo social; de la racionalidad e identidad humana y de la tecnología como elemento configurante de lo humano. 
Su trabajo promueve la superación de la división entre cultura científica y humanística, buscando la mutua convergencia, desde una concepción del ser humano más allá de la dicotomía entre lo natural y lo artificial.
En sus principales y recientes obras; Mundos Artificiales (2000), Entre Ingenieros y Ciudadanos (2006), La Melancolía del Ciborg (2009) y La Estrategia del Simbionte (2012), giran alrededor de la filosofía de la técnica en el marco de la teoría de la acción. Según Broncano, la teoría de la acción, y propiamente de la agencia, sería el ámbito "natural" para reflexionar sobre la tecnología como objeto filosófico, ya que, de esta forma se instaura un nivel de responsabilidad humana en el mundo.
La característica más importante de la obra de Broncano es alejarse de las diversas formas de determinismo (tecnológico y social principalmente) ya que, al suscribirse a una forma de destino predeterminado, se diluye la responsabilidad humana frente al cambio técnico. Ante la metafísica determinista (y pesimista) que dominó el ámbito tecnológico en el siglo XX (Determinismo tecnológico, Hermenéutica existencialista, Teoría crítica, Constructivismo social de la Tecnología) propone, junto a otros filósofos iberoamericanos como Jesús Vega y Diego Lawler, una metafísica "posibilista" en la que la tecnología pasaría de ser un campo predeterminado por las superestructuras (tecnológicas, económicas, políticas o sociales) a un ámbito de posibilidades abiertas. La agencia humana se llevaría a cabo entonces en una intersección de posibilidades en las que estarían las posibilidades físicas, las posibilidades imaginadas, las posibilidades legítimas que conformarían lo que Broncano llama posibilidades pragmáticas.
El autor también hace una defensa de la cultura material y de los artefactos ya que defiende una visión de cultura como un conjunto de arreglos causales de símbolos y artefactos que crean, amplían o delimitan las acciones humanas. Para Broncano el entorno artificial sería algo así como un nicho ecológico, en las que existe una coevolución entre el ambiente técnico y los humanos. Esto convierte a las redes de artefactos en el hábitat de los seres humanos donde son posibles las prácticas humanas. Los artefactos solo existen en redes dentro del universo de las prácticas humanas, de la misma manera en que los "conceptos" tienen sentido solo unos con otros dentro de un entorno cultural humano. Los conceptos y los artefactos compartirían entonces cierto orden ontológico dentro del universo construido por los seres humanos.

## Obras
- Nuevas meditaciones sobre la técnica. Madrid: Trotta, 1996. ISBN: 9788481640564
- Mundos artificiales. Filosofía del cambio técnico. Barcelona: Paidós, 2001. ISBN: 9789688534502
- Saber en condiciones. Epistemología para escépticos y materialistas. Madrid: Antonio Machado, 2003. ISBN: 9788477747673[1]
- Jardines de la memoria y el olvido. Salamanca: Asociación Cultural El Zurguén, 2004. ISBN: 9788493267940
- Entre ingenieros y ciudadanos. Filosofía de la técnica para días de democracia. Barcelona: Montesinos, 2006. ISBN: 9788496356832
- La mente humana. Madrid: Trotta, 2007. ISBN: 9788481640465[2]
- Cuadernos del abismo. Homenaje a H.P. Lovecraft (coeditado con David Hernández de la Fuente). Madrid: Literaturas, 2008. ISBN: 97884-61239627
- La melancolía del ciborg. Barcelona: Herder, 2009. ISBN: 9788425426124[3]
- La estrategia del simbionte. Cultura material para nuevas humanidades. Salamanca: Delirio, 2012. ISBN: 9788493860752[4]

- Sujetos en la niebla. Narrativas sobre la identidad. Barcelona: Herder, 2013. ISBN: 9788425429507
- Bertrand Russell. Conocimiento y felicidad. Barcelona: Batiscafo S.L., 2015.
- Racionalidad, acción y opacidad. Buenos Aires: Eudeba, 2017. ISBN: 9789502327709
- Cultura es nombre de derrota. Cultura y poder en los espacios intermedios. Salamanca: Delirio, 2018. ISBN: 9788415739265
- Puntos ciegos. Ignorancia pública y conocimiento privado. Madrid: Lengua de trapo, 2019. ISBN: 9788483812334
- Conocimiento expropiado. Epistemología política en una democracia radical. Madrid: Akal, 2020. ISBN: 9788446049951
- Espacios de intimidad y cultura material. Madrid: Cátedra, 2020. ISBN 9788437641003
- La escala de las cosas. Humanismo y cultura material, Salamanca: Delirio, 2023. ISBN: 9788415739456